# ピリドキシン-4-オキシダーゼ
ピリドキシン-4-オキシダーゼ（pyridoxine 4-oxidase）は、ビタミンB6代謝酵素の一つで、次の化学反応を触媒する酸化還元酵素である。
ピリドキシン + O2 {\displaystyle \rightleftharpoons } ピリドキサール + H2O2
すなわち、この酵素の基質はピリドキシンとO2で、生成物はピリドキサールとH2O2である。補因子としてFADを用いる。
組織名はpyridoxine:oxygen 4-oxidoreductaseで、別名にpyridoxin 4-oxidase, pyridoxol 4-oxidaseがある。